# Horst Bergmann (Schauspieler)
Horst Bergmann (eigentlich Horst Erich Emese-Bergmann; * 11. Oktober 1929 in Mannheim; † 7. Oktober 2013 in Berlin) war ein deutscher Schauspieler und Hörspielsprecher.

## Wirken
Horst Bergmann ist seit 1950 als Bühnenschauspieler nachzuweisen und trat unter anderem an Theatern in Dortmund, Gießen, Baden-Baden, Bad Hersfeld (Festspiele) und seit den 1960er Jahren mehrere Jahrzehnte lang am Deutschen Theater Göttingen auf. Belegte Bühnenauftritte dort hatte er 1977 in Loch im Kopp von Wolfgang Deichsel und 1984 in Shakespeares Ein Sommernachtstraum. In den Jahren 2002 und 2006 spielte er bei den Berliner Jedermann-Festspielen die Rolle des Armen Nachbarn.
Horst Bergmann wirkte zwischen Ende der 1950er Jahre und 1990 in verschiedenen deutschen Fernsehproduktionen und Kinofilmen mit. Dem deutschen Publikum wurde er bekannt durch die Rolle des  Vater Camper in dem Roadmovie Theo gegen den Rest der Welt. Hörspielproduktionen des Südwestfunks mit seiner Beteiligung gibt es aus den Jahren 1959 und 1960.
Horst Bergmann wurde 1976 mit dem Hersfeld-Preis ausgezeichnet.

## Filmografie (Auswahl)
- 1958: Der Muck (Fernsehfilm)
- 1959: Die Brücke
- 1967: Der Tod des Präsidenten (Fernsehfilm)
- 1967: Wie verbringe ich meinen Sonntag? (Fernsehfilm)
- 1969: Alte Kameraden (Fernsehfilm)
- 1971: Optimistische Tragödie (Fernsehfilm)
- 1972: Hamburg Transit (Fernsehserie, 1 Folge)
- 1973: Kinderheim Sasener Chaussee (Fernsehserie, 1 Folge)
- 1973: Bauern, Bonzen und Bomben (Fernseh-Fünfteiler)
- 1975: PS – Geschichten ums Auto (Fernsehserie, 1 Folge)
- 1976: Eurogang (Fernsehserie, 1 Folge)
- 1976: Gesucht wird … (Fernsehserie, 1 Folge)
- 1978: Kläger und Beklagte (Fernsehserie, 1 Folge)
- 1978: Jauche und Levkojen (Fernseh-Mehrteiler)
- 1978: Neues aus Uhlenbusch (Fernsehserie, 1 Folge)
- 1978: Geschichten aus der Zukunft (Fernsehserie, 1 Folge)
- 1980: Theo gegen den Rest der Welt
- 1981: Achtung Zoll! (Fernsehserie, 1 Folge)
- 1983: Die Roppenheimer Sau (Fernsehfilm)
- 1983: Ein Fall für zwei (Fernsehserie, Folge: Zwielicht)
- 1984: Der Sohn des Bullen
- 1988: Tatort: Die Brüder (Fernsehreihe)
- 1989: Fabrik der Offiziere (Fernsehserie, 4 Folgen)
- 1989: Schwarzenberg (Fernseh-Zweiteiler)
- 1990: Tatort: Tod einer Ärztin (Fernsehreihe)

## Hörspiele (Auswahl)
- 1959: Giles Cooper: Unter dem Loofah-Baum – Regie: Kurt Reiss
- 1959: Alfred Andersch: Der Tod des James Dean – Regie: Friedhelm Ortmann
- 1959: Max Frisch: Santa Cruz – Regie: Friedhelm Ortmann
- 1959: Georges Simenon: Maigret und die Groschenschenke – Regie: Gert Westphal
- 1959: Michael Clayton Hutton: Silberhochzeit – Regie: Friedhelm Ortmann
- 1959: Alix du Frênes: Efeu in Astroy – Regie: Friedhelm Ortmann
- 1959: Kurt Kusenberg: Er kommt weit her – Regie: Hans Bernd Müller
- 1960: Prosper Mérimée: Das geheimnisvolle Gäßchen der Madame Lucrezia – Regie: Karlheinz Schilling und Lothar Schock